# 하틀리 소여
하틀리 소여(Hartley Sawyer, 1985년 12월 4일 ~ )는 미국의 배우이다.